# Ernesto Gismondi
Ernesto Gismondi (Sanremo, 25 dicembre 1931 – Milano, 31 dicembre 2020) è stato un designer e imprenditore italiano, fondatore nel 1959 dell'azienda Artemide.

## Biografia
Si laureò presso il Politecnico di Milano nel 1957 in ingegneria aeronautica, e si diplomò in ingegneria missilistica presso la scuola Superiore di ingegneria missilistica di Roma nel 1959. Nello stesso anno, insieme al designer Sergio Mazza, fondò lo Studio Artemide S.a.s., dal quale venne creato il Gruppo Artemide introducendo l'impiego della plastica per la progettazione di oggetti di design portato in eredità dalle sue conoscenze in campo missilistico.
In seguito divenne membro nonché tra gli ideatori di Memphis, movimento d'avanguardia fondato nel 1981 da Ettore Sottsass, il quale collaborò anche con Artemide.
Dal 1964 al 1984 è stato professore associato di motori per missili al Politecnico di Milano. 

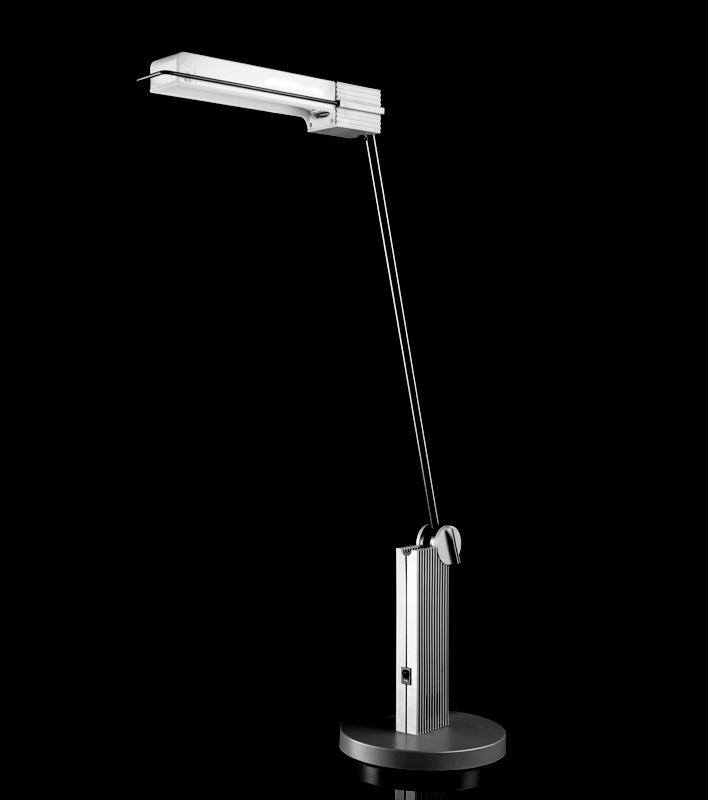
Lampada disegnata da Ernesto Gismondi

Considerato uno dei grandi protagonisti del design Made in Italy nel mondo, era specializzato nel disegnare lampade e sistemi di illuminazione, che hanno ricevuto numerosi riconoscimenti, tra cui il Compasso d'Oro. Durante la sua vita ricoprì vari ruoli nell'ambito del design e dell'imprenditoria. È stato vice presidente dell'ADI – Associazione Design Industriale e ha ricoperto numerose cariche nell’l'ambito dell’Associazione Industriale Lombarda (Assolombarda), Federmeccanica, Confindustria, Ente Autonomo Fiera di Milano e presso il Ministero per l’Università e la Ricerca.
Appassionato di nautica da diporto, cominciò con un dinghy e, dopo le prime derive, passò a barche a vela più importanti; arriverà a cambiarne sette ma a tutte darà lo stesso nome Edimetra, parola bifronte che letta al contrario riporta ad Artemide.

## Riconoscimenti e premi
- European Design Awards 1997[7]
- Premio Ernst & Young Imprenditore dell'Anno 2008 per la categoria Innovation[8]
- Premio Ernst & Young L'Imprenditore dell'Anno 2009 per la categoria Communication[8]
- iF Product Design Award 2014[9]
- Red Dot Design Award 2017[10]
- Premio alla carriera Milano Award 2017[11]
- Premio Compasso d'Oro per Discovery Sospensione (2018)[12]
- Premio Compasso d'Oro alla Carriera (2018)[13]